# Данкан Коул
Данкан Едвард Коул (англ. Duncan Edward Cole; 12 липня 1958, Англія — 21 травня 2014, Окленд, Нова Зеландія) — новозеландський футболіст англійського походження, центральний півзахисник.

## Клубна кар'єра
Народився в Англії, але в юному віці переїхав до Нової Зеландії. Футбольну кар'єру розпочав у клубі «Норз Шор Юнайтед», з яким виграв чемпіонат Нової Зеландії 1977 року та Кубок Четгема 1979 року.
У 1980 році переїхав до австралійського клубу «Канберра Сіті», де виступати два роки, перш ніж повернутися в «Норз Шор Юнайтед» 1982 року, звідки наступного сезону повернувся в «Канберру Сіті».
У 1984 році він втретє повернувся до «Норз Шор Юнайтед», де виграв ще один Кубок Чатгема 1986 року.
Кар'єру футболіста завершив наприкінці сезону 1988 року.

## Кар'єра в збірній
У футболці національної Нової Зеландії дебютував 1 жовтня 1978 року в переможному поєдинку проти Сінгапуру Загалом у національній команді зіграв 58 офіційних матчів, в яких відзначився 4-а голами.
У 1982 році зіграв у 15-и матчах у кваліфікації до чемпіонату світу 1982 року. Головний тренер Джон Едсгед викликав Данкан для участі в фінальній частині чемпіонату світу (зіграв у всих трьох матчах — проти Шотландії, СРСР та Бразилії), де збірна Нової Зеландії вилетіла за підсумками групового етапу. Востаннє футболку збірної Нової Зеландії одягнув 27 березня 1988 року в програному (0:1) поєдинку Ізраїлю.
Помер 21 травня 2014 року в 55-річному віці.

## Досягнення
«Норз Шор Юнайтед»
- Чемпіонат Нової Зеландії
  -  Чемпіон (1): 1977
- Кубок Четгема
  -  Володар (2): 1979, 1986